# Nathan Never
Nathan Never est une série de bande dessinée italienne (ou Fumetti) de science-fiction en noir et blanc, publiée mensuellement en Italie depuis 1991 par Sergio Bonelli Editore dans un mensuel homonyme.
Elle a notamment été écrite par Michele Medda, Antonio Serra et Bepi Vigna, et dessinée par Claudio Castellini, Roberto De Angelis, Dante Bastianoni, Nicola Mari (it), Pino Rinaldi (it), Giancarlo Olivares et Onofrio Catacchio (it).

## Synopsis
Le personnage éponyme Nathan Never est un agent spécial dans une semi-dystopie proche où la lutte contre la criminalité est partagée entre la police et des agences de détectives comme celle qui emploie Never, Agenzia Alfa ou l'Agence Alfa en français.
Les histoires fusionnent généralement le crime urbain classique, le roman noir et le théâtre, avec des incursions occasionnelles dans le thriller politique, le survival horror et le space opera. Beaucoup d'albums citent le cinéma et la littérature classiques de science-fiction, par exemple dans les noms de personnages ou de lieux, la technologie, etc.
Bien que la plupart des intrigues soient auto-concluantes en un ou deux numéros, certains scénarios s'étendent sur cinq, dix ou même vingt numéros, comme la quête de l'agence Alfa pour capturer le super-vilain Aristote Skotos, la lutte des mutants pour obtenir l'égalité des droits et la guerre de la Terre avec les stations spatiales rebelles sur les approvisionnements alimentaires. La continuité est une pierre angulaire de la série, les effets des scénarios précédents étant pris en compte dans les histoires suivantes.

## Personnages
Les agents d'Alfa incluent:
- Nathan Never, un ex-flic avec un penchant pour les choses anciennes (comme les livres et les films). Son épouse a été brutalement assassinée et sa fille est très gravement malade mentalement à la suite de l'agression;
- Legs Weaver, la première partenaire de Nathan devenue héroïne de sa propre série;
- Branko, le nouveau partenaire de Never et un mutant luttant pour l'égalité des droits des mutants;
- May Frayn, ancienne voleuse d'art, maintenant agent d'Alfa et épouse de Branko. Elle et ses sœurs (april et June) ressemblent aux personnages principaux du manga Cat's Eye;
- Sigmund Baginov, le gourou de l'informatique d'Alfa;
- Link, un androïde dont l'apparence et les compétences ressemblent beaucoup à ceux de Data de la série Star Trek: The Next Generation;
- Andy Havilland, un PI de rue et incurable Dom Juan. Plus tard dans la série, il devient un ennemi de Nathan Never;
- les jeunes triplettes Melody, Harmony et Symphony Ross, pilotes de chasse pour Ross Aviation et alliées d'Alfa;
- Edward Reiser, fondateur brutal et intransigeant d'Alfa;
- Solomon Darver, manager d'Alfa après Reiser;
- Eliana Elmore, ex-présidente des Nations unies et responsable d'Alfa après Darver;

Plusieurs habitués de la série meurent au cours des aventures de Never, pour être remplacés par d'autres. De nouveaux personnages sont également introduits dans la série régulière comme dans la série dérivée.

## Spin-Off
La partenaire originaire de Nathan Never dans ses enquêtes est Legs Weaver, un personnage inspiré par Sigourney Weaver dans le film Alien. Legs finit par quitter Nathan Never pour sa propre bande dessinée à succès, le spin-off éponyme Legs Weaver.

## Influences et héritage de la série

### Influences
Deux importantes sources d'inspiration de la série sont Blade Runner et la série Fondation d'Isaac Asimov.

### Héritage
Outre le long spin-off Legs Weaver, la série a également inspiré Agenzia Alfa (publications de la longueur d'un roman comprenant tous les personnages Alfa publiés deux fois par an depuis 1994) et l'éphémère Asteroide Argo (où une équipe minière, dont April, la sœur de May Frayn, se retrouve abandonnée dans une autre galaxie).
La série Nathan Never elle-même a produit de nombreux hors-séries, des publications géantes, des numéros spéciaux en couleur ou colorisés, des réimpressions et des almanachs. La plupart ont été publiées par Bonelli, à l'exception des anthologies d'histoires sélectionnées pour les magazines de l'éditeur Arnoldo Mondadori Editore, comme Urania Fumetti et Oscar Fumetti.

### Pages connexes
- Fumetti